# Gwendoline Porter
Gwendoline Porter (Reino Unido, 25 de abril de 1902) fue una atleta británica, especialista en la prueba de 4 x 100 m en la que llegó a ser medallista de bronce olímpica en 1932.

## Carrera deportiva
En los JJ. OO. de Los Ángeles 1932 ganó la medalla de bronce en los relevos 4 x 100 metros, con un tiempo de 47.6 segundos, llegando a meta tras Estados Unidos (oro con 47.0 segundos) y Canadá (plata), siendo sus compañeras de equipo: Eileen Hiscock, Nellie Halstead y Violet Webb.